# Världsmästerskapet i rugby
Världsmästerskapet i rugby (rugby union) organiseras av World Rugby som är rugbyns världsorganisation. Världsmästerskapet spelas sedan 1987 vart fjärde år med tjugo lag, och segraren erhåller Webb Ellis-pokalen. Pokalen är uppkallad efter William Webb Ellis.
Efter världsmästerskapet i fotboll för herrar och de olympiska sommarspelen är rugby-VM ett av världens största sportevenemang.

## Historia
Innan Världsmästerskapet i rugby startade 1987 fanns det inga världsomfattande mästerskap inom rugby. Det fanns däremot flera turneringar, en a de äldsta är den årligt återkommande är Six Nations Championship som började spelas 1883. Först spelades den mellan England, Irland, Skottland och Wales (Home Nations). 1910 började Frankrike delta och sedan 2000 deltar Italien. Rugby (15-manna) spelades även vid OS första gången 1900 samt 1908, 1920 och 1924. Vinnare var Frankrike, Australasien och USA. Rugby (sjumanna) återkommer i OS 2016.
Ett världsmästerskap föreslogs flera gånger sedan 1950-talet men mötte motstånd från medlemmar i internationella rugbyförbundet. Idén återkom i början av 1980-talet då Australien och Nya Zeeland tog upp frågan. 1985 gick förslaget igenom med röstsiffrorna 10-6. Den första VM-turneringen arrangerades av Australien och Nya Zeeland i maj-juni 1987 med 16 deltagare.

## Deltagande nationer
I de sju spelade världsmästerskapen (1987-2011) har totalt tjugofem länder deltagit. Tolv länder har deltagit samtliga gånger. Dessa är Argentina, Australien, England, Frankrike, Irland, Italien, Japan, Kanada, Nya Zeeland, Rumänien, Skottland och Wales. 
Tretton länder hade deltagit i färre mästerskap. Dessa är Fiji, Samoa, Tonga och USA (6 mästerskap var) samt Sydafrika (5), Namibia (4), Georgien (3), Uruguay (2), Zimbabwe (2), Elfenbenskusten (1), Portugal (1), Ryssland (1) och Spanien (1).

## Mästerskapsresultat
| År   | Värdnation                      | Final       | Final        | Final       | Match om tredjepris | Match om tredjepris | Match om tredjepris |
| År   | Värdnation                      | Vinnare     | Resultat     | Tvåa        | Trea                | Resultat            | Fyra                |
| ---- | ------------------------------- | ----------- | ------------ | ----------- | ------------------- | ------------------- | ------------------- |
| 1987 | Australien Nya Zeeland          | Nya Zeeland | 29 – 9       | Frankrike   | Wales               | 22 – 21             | Australien          |
| 1991 | Frankrike Irland Storbritannien | Australien  | 12 – 6       | England     | Nya Zeeland         | 13 – 6              | Skottland           |
| 1995 | Sydafrika                       | Sydafrika   | 15 – 12 (ef) | Nya Zeeland | Frankrike           | 19 – 9              | England             |
| 1999 | Wales                           | Australien  | 35 – 12      | Frankrike   | Sydafrika           | 22 – 18             | Nya Zeeland         |
| 2003 | Australien                      | England     | 20 – 17 (ef) | Australien  | Nya Zeeland         | 40 – 13             | Frankrike           |
| 2007 | Frankrike                       | Sydafrika   | 15 – 6       | England     | Argentina           | 34 – 10             | Frankrike           |
| 2011 | Nya Zeeland                     | Nya Zeeland | 8 – 7        | Frankrike   | Australien          | 21 – 18             | Wales               |
| 2015 | England                         | Nya Zeeland | 34 – 17      | Australien  | Sydafrika           | 24 – 13             | Argentina           |
| 2019 | Japan                           | Sydafrika   | 32 – 12      | England     | Nya Zeeland         | 40 – 17             | Wales               |
| 2023 | Frankrike                       | Sydafrika   | 12 – 11      | Nya Zeeland | England             | 26 – 23             | Argentina           |

### Fotnoter
1. ↑  IRB Organisation Arkiverad 22 september 2011 hämtat från the Wayback Machine.
2. ↑  http://www.dn.se/sport/klart-for-golf-och-rugby-i-os/
3. ↑  "Nya Zeeland försvarade rugbytitel". Läst 31 oktober 2015.